# U Andromedae
U Andromedae är en pulserande variabel av Mira Ceti-typ i stjärnbilden Andromeda. Stjärnan varierar mellan visuell magnitud +9,0 och 15,0 med en period av 347,7 dygn.